# Chelsea TV
Chelsea TV è un canale optional, interamente dedicato alla società calcistica del Chelsea. Fondato il 13 agosto 2001, è trasmessa su Sky Digital e su televisioni via cavo quali Virgin Media e Setanta Sports. La stazione è registrata su Ofcom come Chelsea Digital Media Ltd. Trasmette ogni giorno dalle 10 di mattina a mezzanotte. In Italia, viene trasmesso qualche contenuto con tanto del logo del canale, su Rai Sport.

## Programmazione
Chelsea TV offre collegamenti in diretta dai suoi studi siti a Stamford Bridge. La programmazione è costituita dalle seguenti trasmissioni: "Big Match Countdown" (Conto alla rovescia alla grande partita), trasmesso ogni venerdì e condotto dall'ex giocatore dei Blues Kerry Dixon; "Matchnight Live" (Partita notturna in diretta), in onda da un'ora prima di ogni partita infrasettimanale, è costituito da ampi pre e postpartita; Mathchday Live (Partita diurna in diretta), mostra, dalle 3 del pomeriggio del sabato, approfondimenti per gli incontri trasmessi in differita. Inoltre, Chelsea TV segue anche le riserve e il settore giovanile del club, mandando in onda il programma "Reserves Live" (Riserve in diretta). "Blue's News" (Notizie dei Blues), invece, è il telegiornale sportivo interamente dedicato alle vicende del Chelsea, con edizioni integrali alle 6 e alle 10 del pomeriggio. In "Paper View" (Visione dei giornali), poi, ogni martedì si discutono le notizie dal mondo calcistico, mentre "Cobham on Friday" (Cobham di venerdì) riporta quanto succede nel Chelsea Training Ground a Cobham, il campo d'allenamento della formazione londinese. Infine, nel programma "The Big Interview" (La grande intervista) vengono poste varie domande ad alcuni giocatori attuali o del passato del club.

## Presentatori
Per Chelsea TV lavorano tre presentatori stabili, ovvero Neil Barnett, Gigi Salmon e Alison Bender. Inoltre, anche gli ex giocatori Tommy Langley, Kerry Dixon, Scott Minto e Jason Cundy conducono vari programmi. Generalmente, le partite del Chelsea sono commentate da due tra Trevor Harris, Ben Andrews, Mark Tompkins, Dan Roebuck e Gary Taphouse.